# Dendrolagus dorianus
Dendrolagus dorianus là một loài động vật có vú trong họ Macropodidae, bộ Hai răng cửa. Loài này được Ramsay mô tả năm 1883.

## Hình ảnh

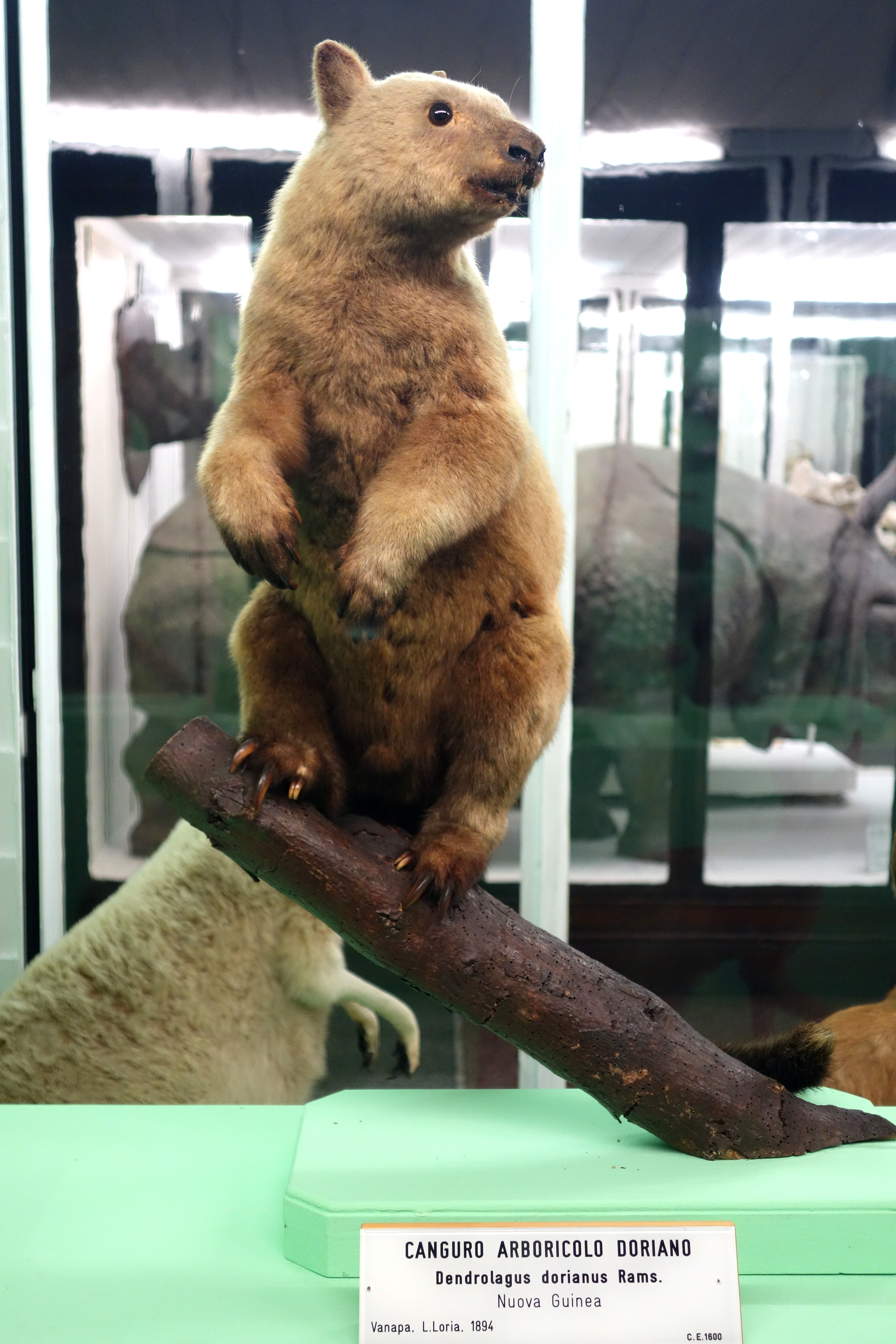